# Joanie Anderson
Joanie Anderson (1986) es una deportista estadounidense que compitió en snowboard, especialista en la prueba de campo a través. Consiguió tres medallas en los X Games de Invierno.

## Medallero internacional
| \| X Games de Invierno \| X Games de Invierno \| X Games de Invierno \| X Games de Invierno \| \| Año \| Lugar \| Medalla \| Prueba \| \| ------------------- \| ---------------------- \| ------------------- \| ------------------- \| \| 2006 \| Aspen (Estados Unidos) \| Medalla de plata \| Campo a través \| \| 2007 \| Aspen (Estados Unidos) \| Medalla de oro \| Campo a través \| \| 2010 \| Aspen (Estados Unidos) \| Medalla de bronce \| Campo a través \| |                        |                   |                |
| X Games de Invierno |                        |                   |                |
| Año | Lugar                  | Medalla           | Prueba         |
| 2006 | Aspen (Estados Unidos) | Medalla de plata  | Campo a través |
| 2007 | Aspen (Estados Unidos) | Medalla de oro    | Campo a través |
| 2010 | Aspen (Estados Unidos) | Medalla de bronce | Campo a través |